# کلارا بو (ترانه)
کلارا بو (انگلیسی: Clara Bow) ترانه‌ای است از یازدهمین آلبوم استودیویی  تیلور سوئیفت، خواننده و ترانه‌سرای آمریکایی دپارتمان شاعران رنج‌کشیده (۲۰۲۴) است. این آهنگ از نام بازیگر فیلم صامت کلارا بو نامگذاری شد. سوئیفت و آرون دسنر آهنگ را نوشتند و تولید کردند که از مکالمات سوئیفت با مدیران شرکت ضبط الهام گرفته شد. یک آهنگ پاپ راک با گرایش مردمی است که در مورد شهرت سوئیفت نظر می دهد. منتقدان، و همچنین خانواده بو، آهنگ را به دلیل آسیب پذیری سوئیفت، غزل و به تصویر کشیدن شهرت و زیبایی تشویق کردند. این آهنگ در رتبه ۲۲ بیلبورد جهانی ۲۰۰ قرار گرفت و در استرالیا، کانادا، نیوزلند، سنگاپور و ایالات متحده به ۲۵ آهنگ برتر رسید.